# Gualdim Pais

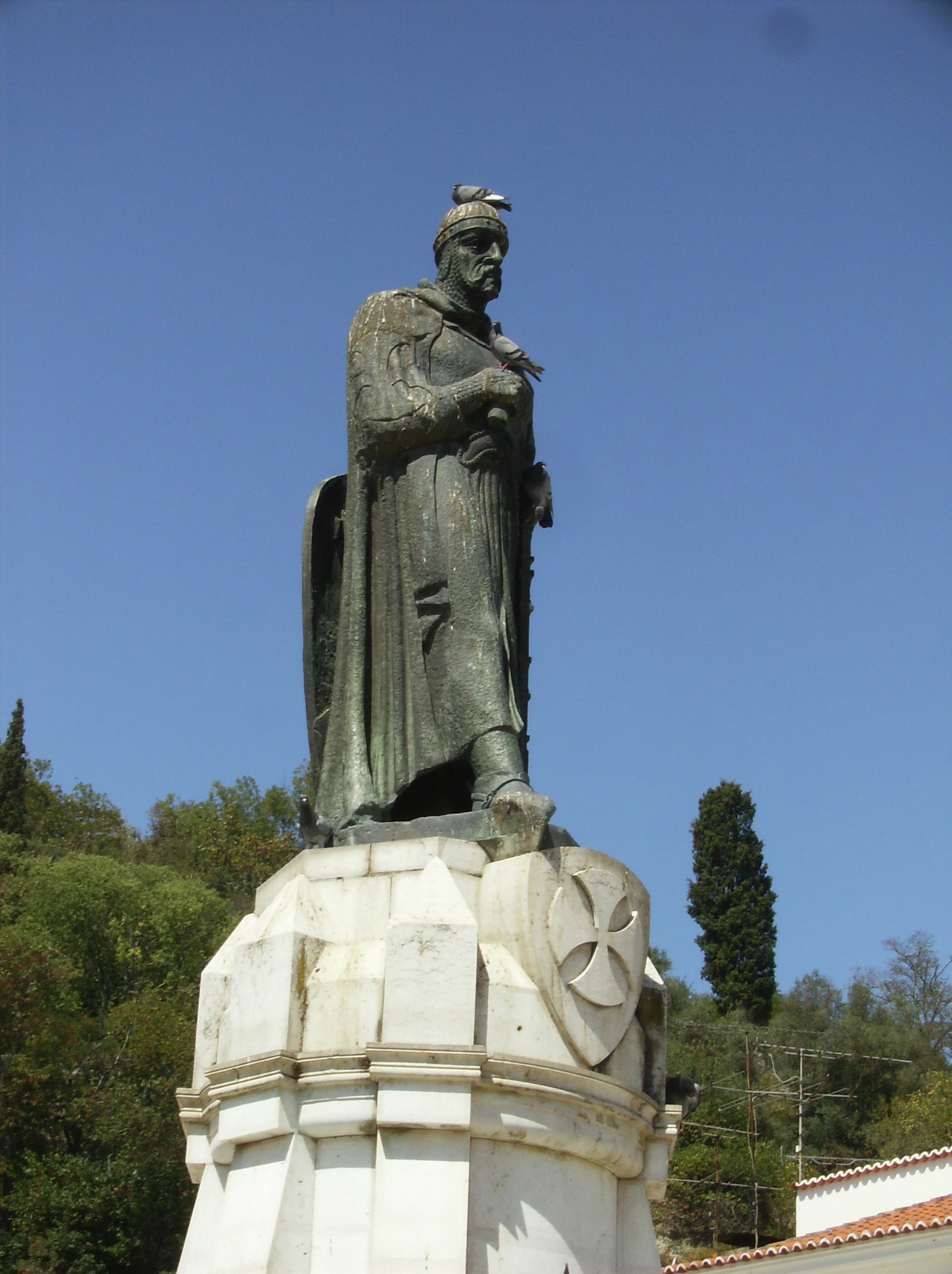
Monumento a Gualdim Pais en Tomar, Portugal.

Gualdim Pais (Amares, 1118 - Tomar, 1195), cruzado portugués, fraile templario y caballero de Alfonso I de Portugal, fue el fundador de la ciudad de Tomar.
Hijo de Paio Ramires y de Gontrode Soares, combatió al lado de Alfonso I contra los moros, viniendo a ser ordenado caballero por el soberano en la batalla de Ourique (1139).
Partió después para Palestina, donde militó durante 5 años como caballero de la orden del Temple, habiendo participado del cerco a la ciudad de Gaza.
Al retornar, fue ordenado como cuarto Gran Maestre de la Orden en Portugal (1157), entonces acogida en Soure, donde tenían castillo desde 1128 por donación de Teresa de León. Fundó el castillo de Tomar, que se hizo el cuartel general de los templarios en el país, y el convento de Cristo (1160), y dio fuero a la nueva villa el año 1162.
También fundó los castillos de Almourol, Idanha, Ceres, Monsanto y de Pombal. Dio fuero a Pombal en el 1174.
Cercado en 1190 en Tomar por las fuerzas almohades bajo el mando del califa Abu Yaqub Yusuf al-Mansur, consiguió defender el castillo contra ese efectivo numéricamente superior, deteniendo así el avance almohade hacia el norte del reino desde esa posición.
Falleció en Tomar el año 1195, y allí se encuentra sepultado, en la Iglesia de Santa María del Olival.